# 132661 Carlbaeker
132661 Carlbaeker è un asteroide della fascia principale. Scoperto nel 2002, presenta un'orbita caratterizzata da un semiasse maggiore pari a 2,5289288 UA e da un'eccentricità di 0,1742252, inclinata di 4,91011° rispetto all'eclittica.